# NGC 5466
NGC 5466 је збијено звездано јато у сазвежђу Волар које се налази на NGC листи објеката дубоког неба.
Деклинација објекта је + 28° 32' 6" а ректасцензија 14h 5m 27,3s. Привидна величина (магнитуда) објекта NGC 5466 износи 9,2. NGC 5466 је још познат и под ознакама GCL 27.